# Caenorhinus mannerheimii
Caenorhinus mannerheimii – gatunek chrząszcza z rodziny tutkarzowatych. Zamieszkuje palearktyczną Eurazję od Półwyspu Iberyjskiego po Rosyjski Daleki Wschód i Wyspy Japońskie.

## Taksonomia
Gatunek ten opisany został po raz pierwszy w 1823 roku przez Arvida Davida Hummela na łamach „Essais Entomologiques” pod nazwą Rhynchites mannerheimi. Epitet gatunkowy nadano na cześć Carla Gustafa Mannerheima.

## Morfologia

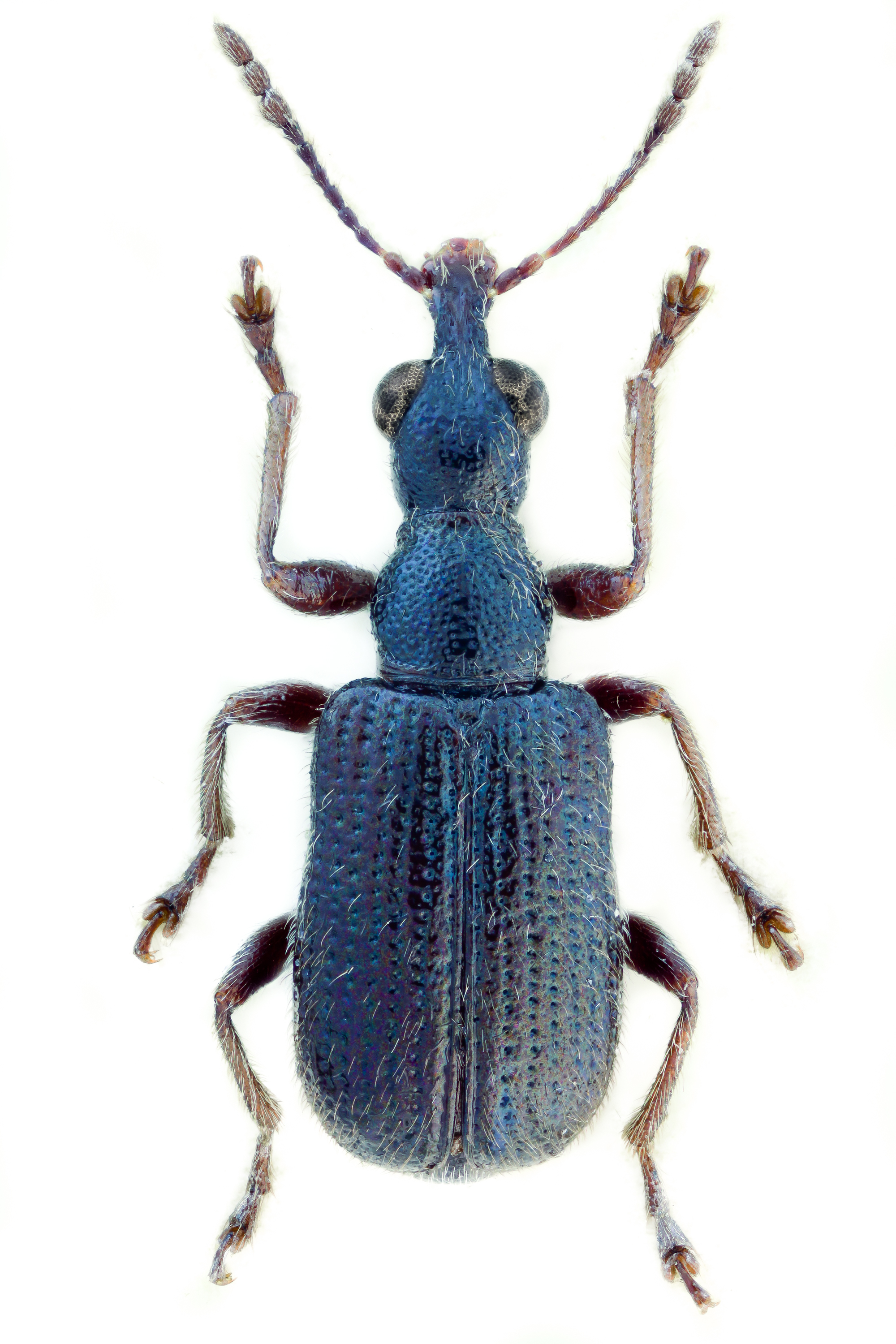
Imago

Chrząszcz o stosunkowo smukłym ciele długości od 2,8 do 3,8 mm, z wierzchu ubarwionym ciemnoniebiesko lub ciemnozielono, porośniętym krótkim owłosieniem. Ryjek jest niemal tak długi jak głowa, dość gruby, zaopatrzony w podłużny rowek między nasadami czułków. U samca ryjek jest wyraźnie krótszy od przedplecza, zakrzywiony, słabo spłaszczony i na wierzchołku rozszerzony. U samicy ryjek jest dłuższy od przedplecza, prosty, wyraźnie spłaszczony i rozszerzony na wierzchołku. Czułki u obu płci mają walcowate buławki. Głowa ma mocno i równomiernie wysklepione oczy oraz wyraźne przewężenie za skroniami. Przedplecze jest małe, tak szerokie jak długie i tak szerokie jak głowa mierzona razem z oczami, drobno punktowane. Boki przedplecza są słabo zaokrąglone. Dobrze widoczną tarczkę rzeźbią grube punkty. Pokrywy są 1,6 raza szersze niż przedplecze oraz 1,8–1,9 raza dłuższe niż w barkach szerokie, ku tyłowi rozszerzone. Rzędy pokryw mają duże punkty, a tak szerokie jak one, niemal płaskie międzyrzędy mają punkty bardzo drobne i nieregularnie rozmieszczone. U obu płci odnóża tylnej pary mają niezgrubiałe uda.

## Ekologia i występowanie
Owad ten zasiedla wilgotne łąki, torfowiska wysokie i podobne stanowiska wilgotne. Zarówno larwy, jak i postacie dorosłe są foliofagami drzew liściastych. Żerują przede wszystkim na brzozach, ale stwierdzano je także na leszczynie pospolitej i wierzbie iwie. Owady dorosłe są aktywne od maja do września, ze szczytem pojawu w lipcu. Samica nacina liście, zwija je w tutki i do nich składa jaja. Larwy przechodzą w nich rozwój, przypuszczalnie początkowo jako stadium minujące, żerujące na miękiszu. Uschnięta tutka opada na glebę, w której to następuje przepoczwarczenie larwy.
Gatunek palearktyczny. W Europie znany jest z Hiszpanii, Wielkiej Brytanii, Francji, Belgii, Niemiec, Szwajcarii, Austrii, Włoch, Danii, Szwecji, Norwegii, Finlandii, Polski, Czech, Słowacji, Węgier, Macedonii Północnej oraz europejskiej części Rosji. W Azji rozprzestrzeniony jest od Syberii po Rosyjski Daleki Wschód, Koreę i Japonię. W Polsce jest owadem rzadko spotykanym, znanym głównie z południa kraju, Pobrzeża Koszalińskiego i Puszczy Białowieskiej.